# 프로타주
예술에서 프로타주 (frottage, 프랑스어: frotter→'문지르기'에서 유래)는 막스 에른스트가 발전시킨 창작물의 초현실적이고 '자동적'인 기법을 말한다.
프로타주를 할 때 예술가는 파스텔이나 연필, 아니면 다른 드로잉 도구를 가지고 질감이 있는 표면 위에 탁본을 뜬다. 이렇게 만들어진 드로잉은 그대로 두거나 더욱 개선하는데 기반으로 쓰이기도 한다. 겉보기엔 존재하는 하나의 객체를 재현하려는 데에 목적을 두고 있는 탁본이나 그 외의 문지른 것들과 유사하고, 실제로 이들의 대체 용어로 쓰이기도 하나, 프로타주는 우연적이고 사실상 무작위로 나온다는 점에서 다르다.
프로타주는 1925년 막스 에른스트가 창시했다. 에른스트는 판자의 결이 수년간 문질러지면서 두드러진 아주 오래된 나무바닥에서 영감을 받았다. 그는 나뭇결의 패턴에서 낯선 이미지를 연상했다. 에른스트는 종이 몇 장을 바닥에 놓고 그 위를 부드러운 연필로 문질러 이러한 이미지들을 잡아두었다.

## 같이 보기
- 초현실주의 기법

## 참고 서적
- West, Shearer (1996). 《The Bullfinch Guide to Art》. UK: Bloomsbury Publishing Plc. ISBN 0-8212-2137-X.